# Papyrus 32
- Papyrus
- Onciale
- Minuscules
- Lectionnaire

Le papyrus P32 (dans la numérotation Gregory-Aland), désigné par le sigle {\displaystyle {\mathfrak {p}}}32, est une copie ancienne du Nouveau Testament en grec. Il s’agit d’un papyrus de l’épître à Tite, contenant seulement Tite 1:11-15; 2:3-8.1. Le manuscrit est daté par paléographie à la fin du IIe siècle

## Description
Il est écrit en lettres rondes et assez larges. Une légère tendance à la division des mots peut être observé. Les nomina sacra sont abrégés.
Le texte grec de ce codex est représentatif du type alexandrin. Aland le décrit comme "un texte au moins normal", et le place dans la catégorie I. Ce manuscrit est en accord avec le Codex Sinaiticus et avec F G.
Il est actuellement hébergé à la John Rylands Library (Gr. P. 5) à Manchester,.

## Texte grec
Le papyrus est écrit recto-verso. Les lettres qui sont en caractères gras sont celles que l’on trouve sur {\displaystyle {\mathfrak {P}}}32. Cela est en accord avec le Codex Sinaiticus, le Codex Augiensis, et le Codex Boernerianus.
Épître à Tite 1:11-15 (recto)

« EΠIΣTOMI-
ZEIN OITINEΣ OΛOYΣ OIKOYΣ ANATPE-

ΠOYΣI ΔIΔAΣKONTEΣ A MH ΔEI AIΣXPOY

KEPΔOYΣ XAPIN EIΠEN TIΣ EΞ AYTΩN

IΔIOΣ AYTΩN ΠPOΦHTHΣ KPHTEΣ AEI

ΨEYΣTAI KAKA ΘHPIA ΓAΣTEPEΣ APΓAI

H MAPTYPIA AYTH EΣTIN AΛHΘHΣ ΔI

HN AITIAN EΛENXE AYTOYΣ AΠOTOMΩΣ

INA YΓIAINΩΣIN EN TH ΠIΣTEI MH

ΠPOΣEXONTEΣ IOYΔAIKOIΣ MYΘOIΣ

KAI ENTOΛAIΣ ANΘPΩΠΩN APOΣTPEΦO-

MENΩN THN AΛEΘEIAN ΠANTA KA-

ΘAPA TOIΣ KAΘAPOIΣ TOIΣ ΔE MEMIAM-

MENOIΣ KAI AΠIΣTOIΣ OYΔEN KAΘAPON »

« epistomi-

zein oitines olous oikous anatre-

pousin didaskontes a mē dei aischrou

kerdous charin eipen tis ex autōn 

idios autōn prophētēs krētes aei 

pseustai kaka thēria gasteres argai 

ē marturia autē estin alēthēs di 

ēn aitian elenche autous apotomōs 

ina ugiainōsin en tē pistei mē 

prosechontes ioudaikois muthois 

kai entolais anthrōpōn apostrepho-

menōn tēn alētheian panta ka-

thara tois katharois tois de memiam-

menois kai apistois ouden katharon »

« ...
pour museler, parce qu’ entrainent des familles entières,

enseignant ce qu’il ne faut pas faire, pour de viles

recherches de gain. Il a même été dit une fois par eux,

même par l’un de leurs prophètes, que les crétois sont toujours

des menteurs, de méchantes bêtes, et des gloutons paresseux."

Ce témoignage est vrai. Pour

cette raison, réprouve-les sévèrement,

pour que peut-être ils reviennent dans la foi ; Ne

donnant pas foi à des mythes juifs,

et dans des commandements d’hommes, qui

se détournent de la vérité. Toutes choses sont

pures dans le pure : mais en ceux qui sont

à la fois souillés et non croyants, rien n’est pur. »

Épître à Tite 2:3-8 (verso)

« ΔIABO-

ΛOYΣ MHΔE OINΩ ΠOΛΛΩ ΔEΔOYΛΩ-

MENAΣ KAΛOΔIΔΣKAΛOYΣ INA

ΣΩΦPONIZΩΣIN TAΣ NEAΣ ΦIΛAN-

ΔPOYΣ EINAI ΦIΛOTEKNOYΣ ΣΩΦPO-

NAΣ AΓNAΣ OIKOYPΓOYΣ AΓAΘAΣ

YΠOTAΣΣOMENAΣ TOYΣ IΔIOIΣ AN-

ΔPAΣIN INA MH O ΛOΓOΣ TOY ΘY BΛA-

ΣΦHMHTAI TOYΣ NEΩTEPOYΣ

ΩΣAYTΩΣ ΠAPAKAΛEI ΣΩΦPON-

EIN ΠEPI ΠANTA ΣEAYTON ΠAPE-

XOMENOΣ TYΠON KAΛΩN EPΓΩN

EN TH ΔIΔAΣKAΛIA AΦΘONIAN ΣE-

MNOTHTA ΛOΓON YΓIH AKATAΓNΩ-

ΣTON INA O EΞ ENANTIAΣ ENTPA-

ΠH »

« diabo-

lous mēde oinō pollō dedoulō-

menas kalodidaskalous ina

sōphronizōsin tas neas philan-

drous einai philoteknous sōphro-

nas agnas oikourgous agathas

upotassomenas tois idiois an-

drasin ina mē o logos tou thu bla-

sphēmētai tous neōterous

ōsautōs parakalei sōphron-

ein peri panta seauton pare-

chomenos tupon kalōn ergōn

en tē didaskalia aphthonian se-

mnotēta logon ugiē akatagnō-

ston ina o ex enantias entra-

pē »

« ...
faux accusateurs, sans maltraiter les esclaves,

enseignant ce qui est bon. Ainsi

Ils peuvent enseigner à ceux qui sont sensibles que les jeunes femmes, aimant leurs maris,

aimant leurs enfants. Sobre d’esprits,

pures, occupées à la maison, gentilles,

soumises à leur propre mari.

Ainsi la parole de Dieu ne sera pas blasphémée.

Le jeune homme,

de même, se dépêche d’être sobre d’esprit.

Concernant toutes choses, montres-toi comme

un exemple de bon travail :

dans l’enseignement montre de l’intégrité, du sérieux,

de la parole sans reproche ;

afin que celui qui s’oppose prenne honte, »